# 海南雀舌木
海南雀舌木（学名：Leptopus hainanensis）为大戟科雀舌木属下的一个种。其种加词“hainanensis”意为“海南的”。